# جوزيف باركر ستيرنز
جوزيف باركر ستيرنز (بالإنجليزية: Joseph Barker Stearns)‏ هو مخترع أمريكي، ولد في 1831، وتوفي في 1895.